# Elephants Dream
Elephants Dream ist ein surrealer, computer-generierter Kurzfilm, der fast ausschließlich mit freier Software erstellt und unter einer freien Creative-Commons-Lizenz veröffentlicht wurde. Der Arbeitsname des Filmprojektes war Orange.
Aufgrund der positiven Reaktionen sowie den Erfahrungen aus diesem Projekt wurde am 10. April 2008 ein zweiter Film unter Creative-Commons-Lizenz veröffentlicht: Big Buck Bunny.
Die Sprache des Filmes ist Englisch, es gibt allerdings Untertitel in über 30 Sprachen.

## Geschichte

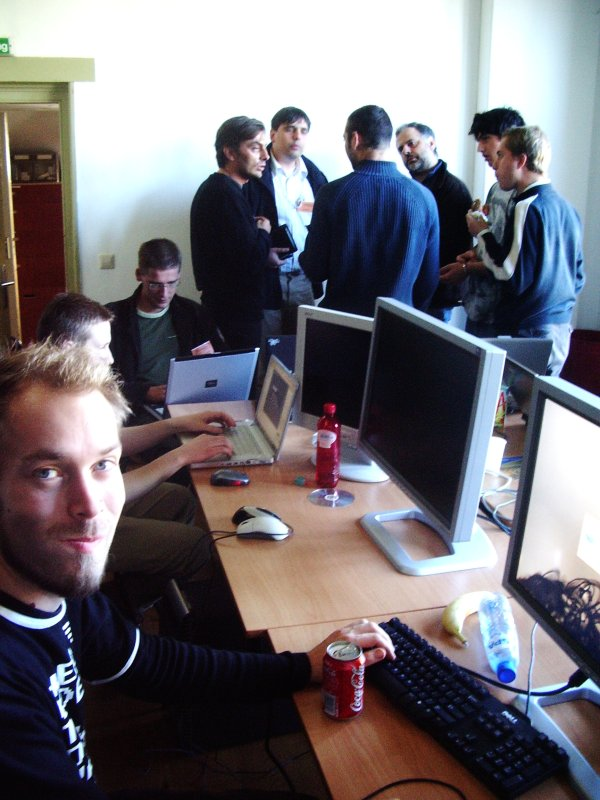
Blender-Konferenz, 14.–16. Oktober 2005

Der Film wurde erstmals im Mai 2005 von Ton Roosendaal, dem Vorsitzenden der Blender Foundation und Chefprogrammierer von Blender, angekündigt. Blender ist das hauptsächlich genutzte Programm bei der Produktion des Films. Kurz nach der Ankündigung begann die Blender Foundation Vorbestellungen der DVD zum Film entgegenzunehmen. Jeder, der die DVD vor dem 1. September 2005 vorbestellt hatte, wird in den Credits genannt.

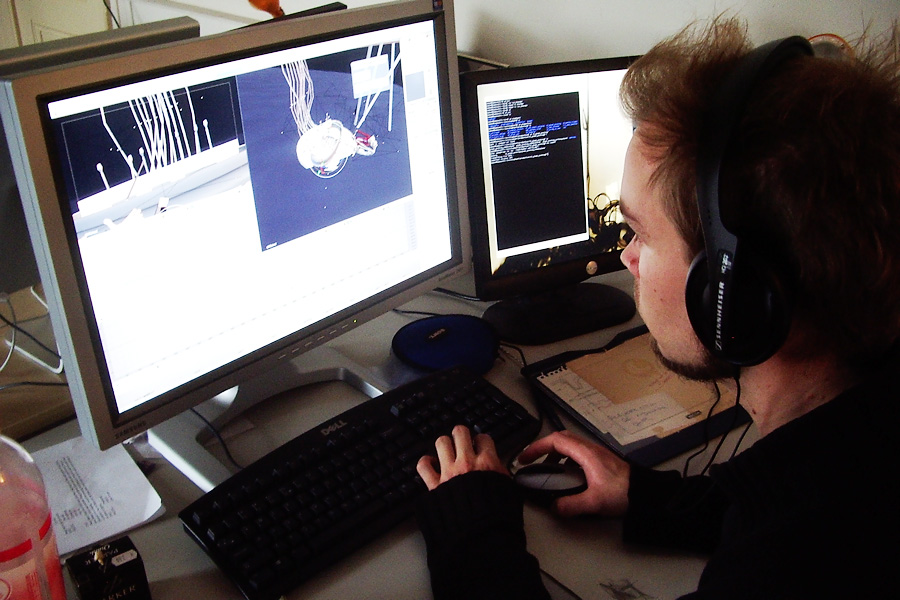
Die Hauptarbeitsphase. 27. Oktober bis 6. November 2005

Die Produktion begann im September 2005 durch das Orange Projekt, eine Gruppe aus sechs Künstlern und Animatoren aus der ganzen Welt. Der Film hieß ursprünglich Machina, bevor er in Elephants Dream umbenannt wurde. Der neue Titel basiert auf einer niederländischen Tradition von Gute-Nacht-Geschichten und hat absichtlich kein englisches Genitiv-Apostroph. Die Uraufführung war am 24. März 2006 in Amsterdam.

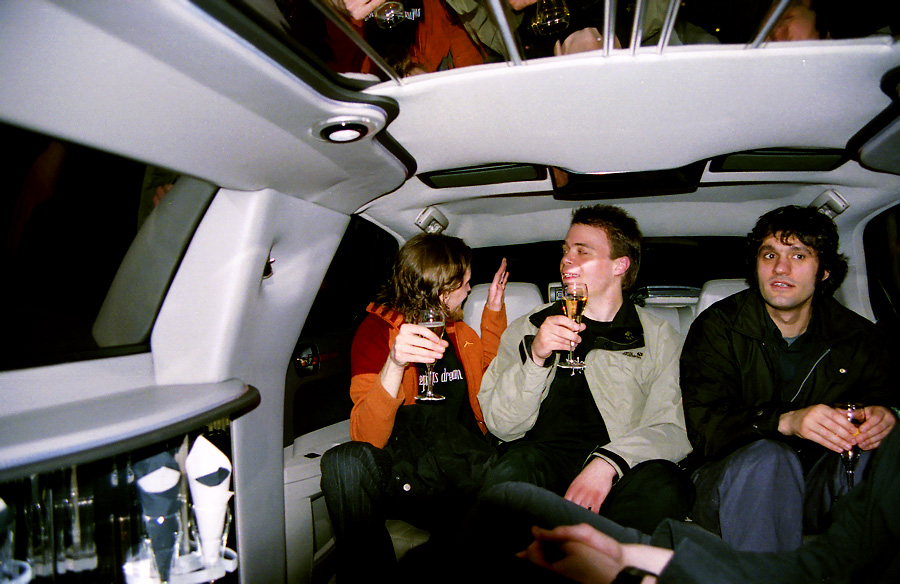
Der Tag der Filmpremiere, 24. März 2006

Das Ziel des Films ist in erster Linie, die Möglichkeiten von quelloffener Software und von Blender als professionellem Werkzeug für Filme zu zeigen. Während der Produktion des Films wurden mehrere neue Funktionen, wie Haar- und Fell-Rendering, in Blender eingebaut.
Der Inhalt des Films (einschließlich der Produktionsdateien) ist unter der Creative-Commons-Attribution-Lizenz (CC-BY) veröffentlicht.
Elephants Dream sowie die Produktionsdateien wurden am 3. Mai 2006 auf DVD veröffentlicht. Am 18. Mai wurden der Film und die Produktionsdaten auch im Internet veröffentlicht. Elephants Dream ist als erster deutscher Film auf HD DVD seit dem 14. August 2006 offiziell erhältlich, hiermit ist er zugleich der erste europäische Titel in diesem Format.

## Handlung

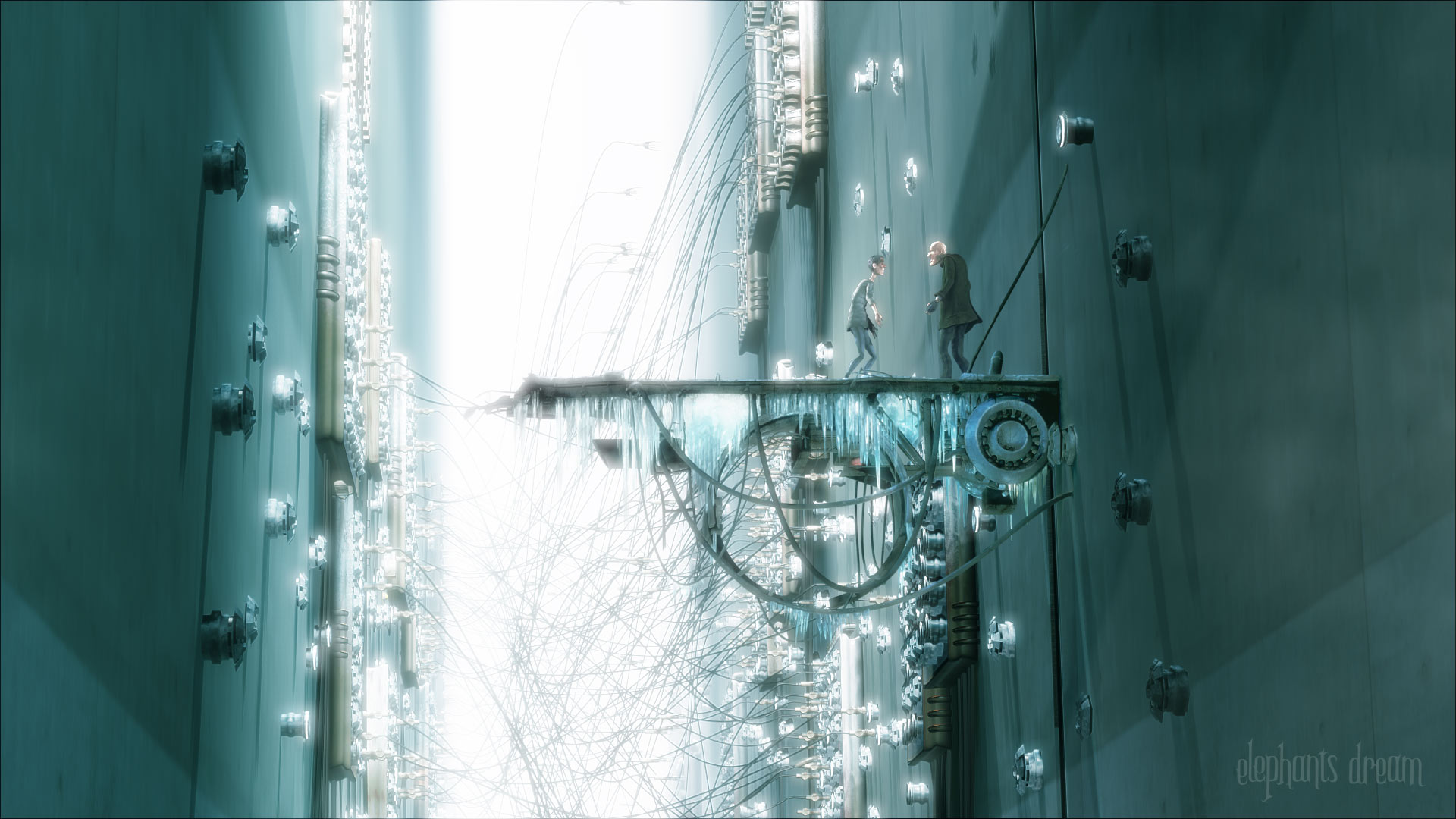
Das Schaltbrett

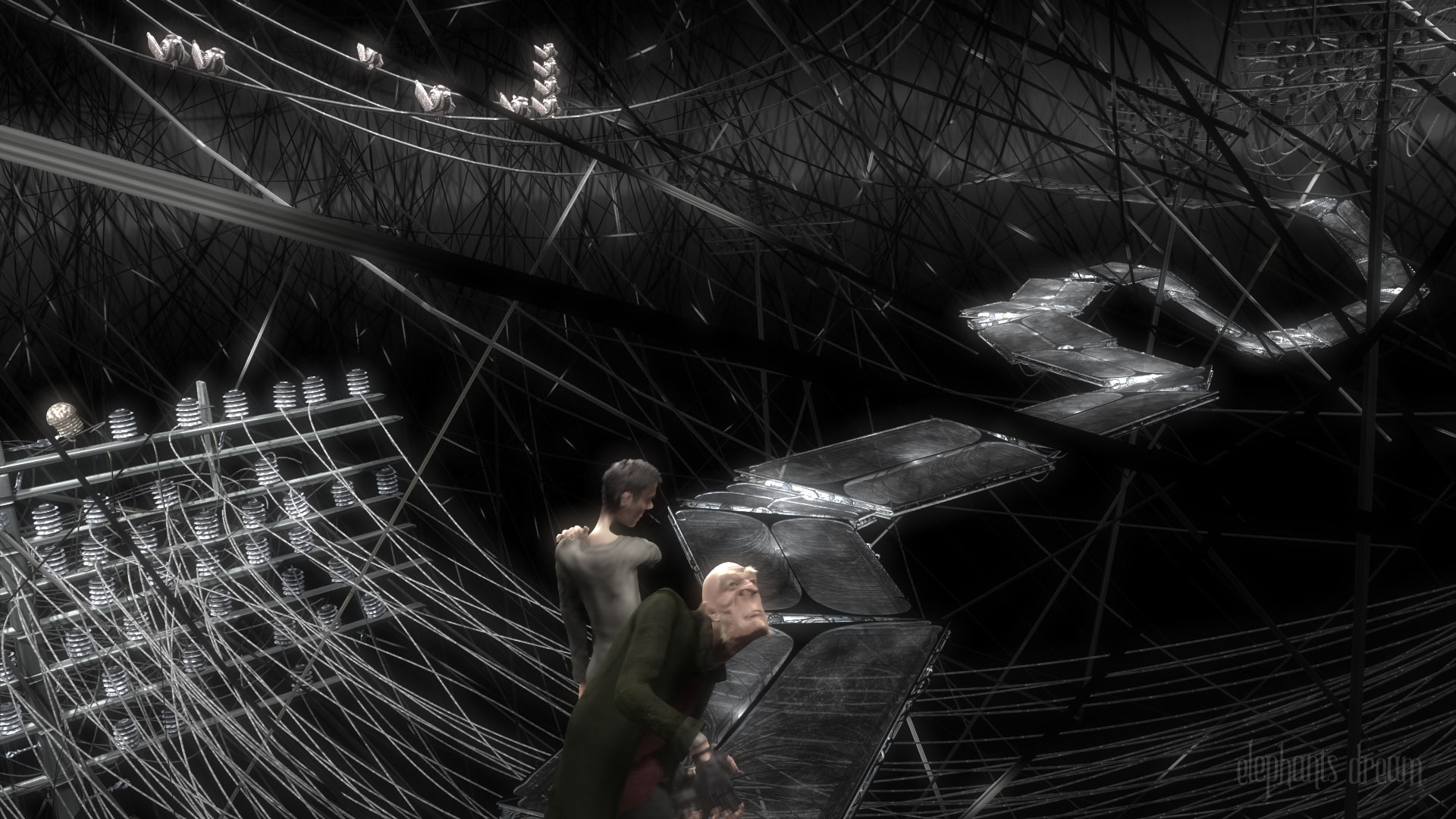
Der zweite Raum

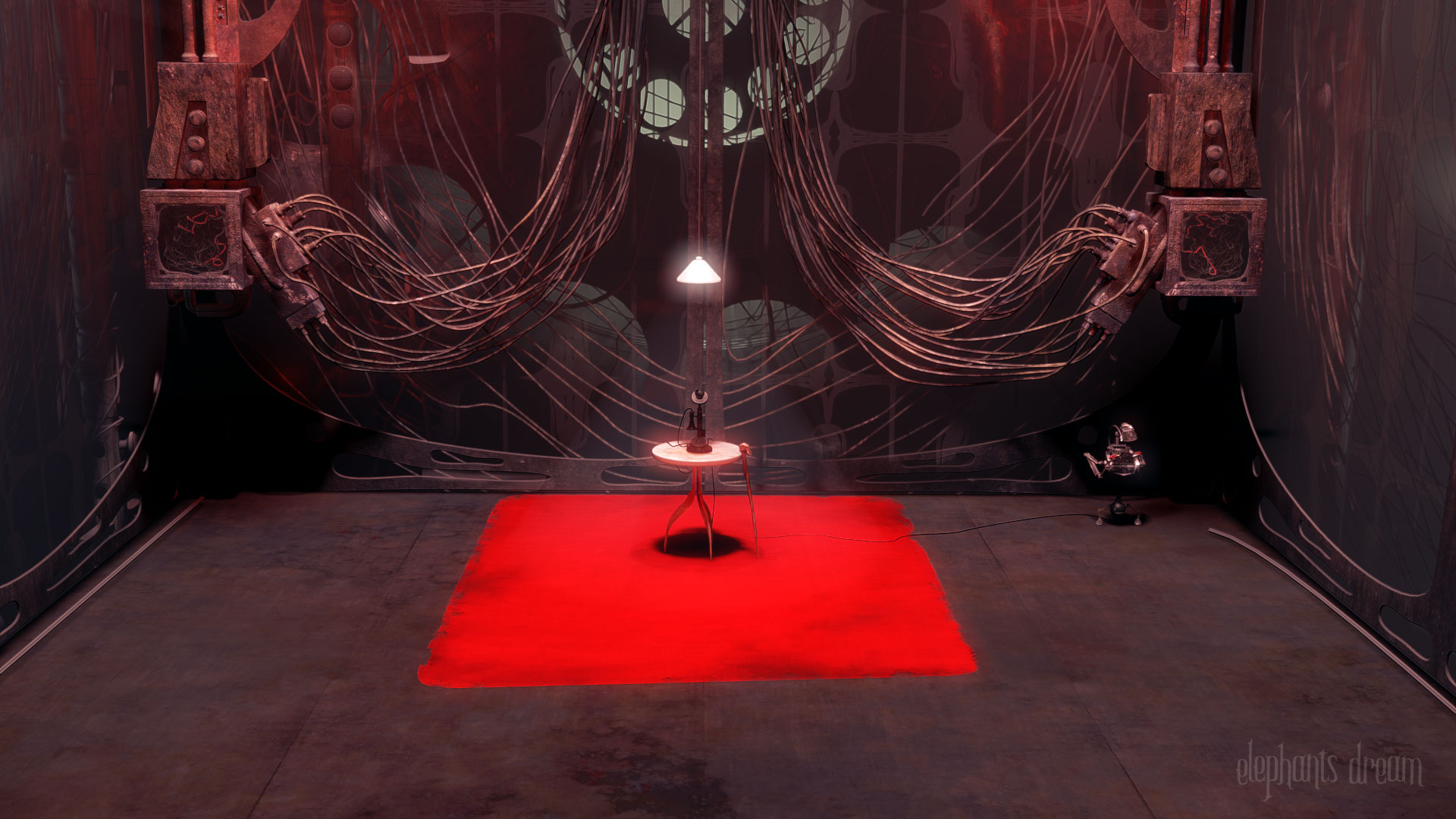
Ein Telefon klingelt

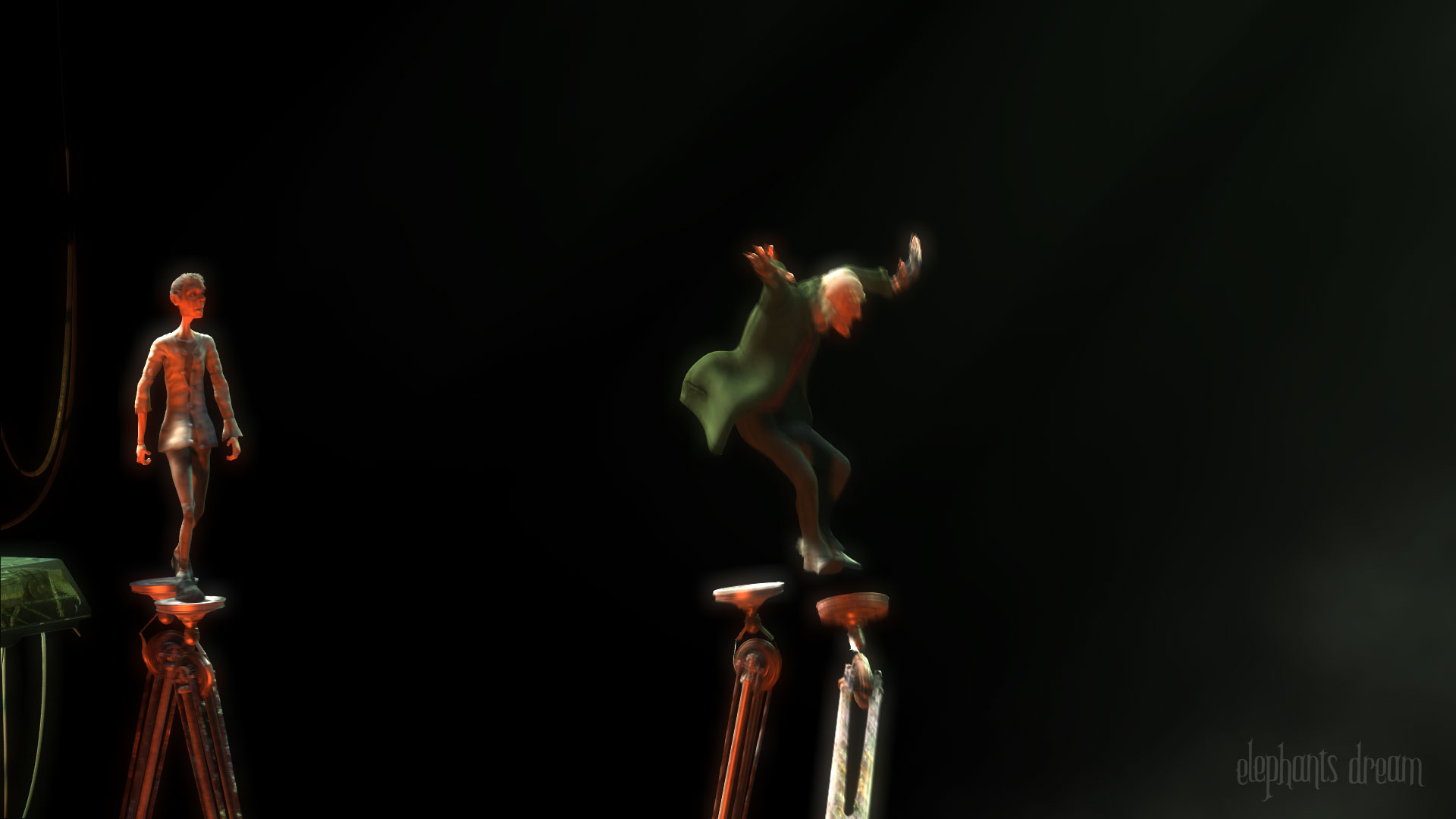
Proog und Emo bewegen sich auf Stelzen über einen Abgrund

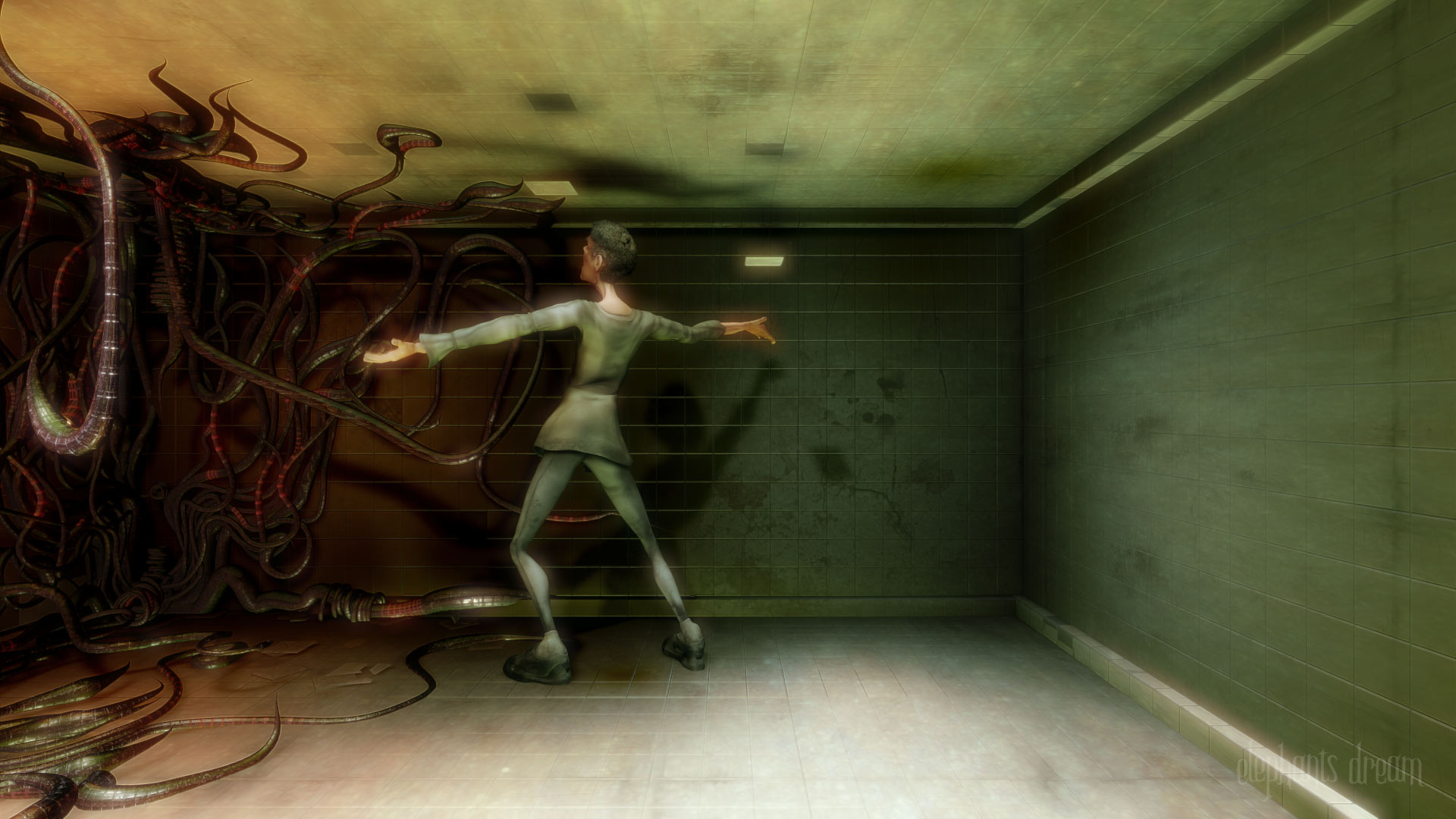
Emo imitiert Proog

Der Film spielt ausnahmslos in einer riesigen surrealen Maschine, einer Traumwelt. Der alte Mann Proog (Tygo Gernandt) führt den jungen Emo (Cas Jansen) durch eine Maschine. Der Zuschauer sieht diesen Rundgang aus den Augen Proogs, welcher dabei offensichtlich unter heftigen Wahnvorstellungen leidet, aber stets sicher und erfahren wirkt, während Emo hingegen ängstlich wirkt und immer nahe bei Proog bleibt. Die beiden gehen durch mehrere immer unterschiedlich aussehende Räume der Maschine, die meistens keinen Übergang zueinander haben und Proogs abstrakte Halluzinationen darstellen.
Zu Beginn befinden sie sich in einem Raum bestehend aus einer gigantischen Telefonschalttafel. Proog rettet Emo vor umherfliegenden Steckern und betont, dass es in der Maschine nicht sicher sei. Der nächste Raum ist sehr dunkel; es befinden sich tausende elektrischer Kabel sowie vogelähnliche Roboter darin. Emo und Proog gehen den einzigen Weg entlang, als plötzlich die vogelähnlichen Maschinen die Verfolgung aufnehmen. Hals über Kopf flüchten sie und landen sofort im nächsten Raum. Ein Telefon klingelt, woraufhin Emo den Hörer abheben möchte. Proog hindert ihn daran und erklärt ihm, dass es eine Falle ist. Im Raum befindet sich ebenfalls ein roboterähnliches Wesen, das zum Teil aus einer Schreibmaschine besteht und auf sich selbst tippt. Emo kann darüber nur lachen.
Der nächste Raum ähnelt dem zweiten: Es ist wieder dunkel. Ein riesiger Abgrund lässt eine Durchquerung des Raumes scheinbar nicht zu. Als Proog jedoch in das Nichts geht, erscheinen von unten metallene Stützen, die ihn tragen. Proog bewegt sich durch den Raum mit Leichtigkeit, er tanzt und erklärt Emo währenddessen, dass die Maschine wie ein Uhrwerk sei, ein falscher Schritt und man würde zerquetscht. Emo hingegen läuft fast gelangweilt durch den Raum und scheint die Stelzen, die ihn tragen, gar nicht zu bemerken. Die beiden betreten eine Art Lift, der beschleunigt und durch mehrere bedrohliche Blendenlamellen katapultiert wird. Proog fordert Emo auf, seine Augen zu schließen. Als er dies tut, werden beide plötzlich in Dunkelheit gehüllt. Proog fragt Emo, was er sehe; Emo antwortet ihm wahrheitsgemäß, dass er nichts sehe. Dies scheint Proog zu bestätigen, sie stürzen rasant in die Tiefe und kommen in den nächsten Raum. Ein Projektor wirft das Bild einer Tür an die Wand, aus der Musik dringt. Emo möchte durch die Tür gehen, Proog jedoch meint, es sei gefährlich. Er nimmt seinen Stock und drückt auf einen roten Knopf, der sich daran befindet. Die Projektion wird kurz erschüttert, verschwindet jedoch nicht. Erst nach dem dritten Knopfdruck verblasst der Raum und wird durch einen engen und erdrückenden ersetzt.
Proog fragt Emo, warum er nicht die Schönheit, die Vollkommenheit der Maschine erkenne. Emo spricht nun erstmals seine Gedanken aus, nämlich, dass die Maschine gar nicht existiert. Proog gibt Emo eine Ohrfeige, auf die Emo erschrocken reagiert und sich von ihm entfernt. Kurz bevor er gegen die Wand zu stoßen droht, bewegt diese sich von ihm weg. Er imitiert Proog nun und versucht die Absurdität der Maschine zu zeigen. Er behauptet, die ganze Maschine sei nur alleine für Proog da und dass jetzt die hängenden Gärten von Babylon an der Reihe seien. Der Raum löst sich allmählich auf und überall sprießen metallene Schlingpflanzen hervor. Nun erklärt er Proog spöttisch, dass jetzt der Koloss von Rhodos käme, und das nur für Proog. Die von Proog konstruierte Fantasiewelt zum Schutz vor der realen Welt droht zu zerfallen. Zwei riesige Hände erscheinen und werfen Proog zu Boden. Proog fühlt sich bedroht und schlägt Emo mit seinem Stock nieder, um diesen zum Schweigen zu bringen. Anschließend verschwinden die Hände und Arme wieder, die Maschine ist wieder in Ordnung. Proog beteuert, dass die Maschine existiere.

## Beteiligte Personen
- Ton Roosendaal – Produzent
- Bassam Kurdali – Animationsleiter und Regisseur
- Andy Goralczyk – Szenenbildner
- Matt Ebb – Künstler
- Bastian Salmela – Künstler
- Lee J Cocks – Künstler
- Toni Alatalo – Technischer Leiter
- Jan Morgenstern – Komponist

## Verwendete Software
- die 3D-Software Blender
- die Grafiksoftware CinePaint
- das Bildbearbeitungsprogramm GIMP
- die Programmiersprache Python
- die Apple-Bildbearbeitungssoftware Seashore
- die Versionsverwaltung Subversion
- die Musikproduktions-Software Reaktor (proprietär)
- das Netzwerk-Applikations-Framework Twisted
- das Netzwerkprotokoll Verse für Echtzeit-Grafikprogramme